# Ernst Bacon
Pour les articles homonymes, voir Bacon.
 (juillet 2023).
La mise en forme du texte ne suit pas les recommandations de Wikipédia : il faut le « wikifier ».
Les points d'amélioration suivants sont les cas les plus fréquents. Le détail des points à revoir est peut-être précisé sur la page de discussion.
- Les titres sont pré-formatés par le logiciel. Ils ne sont ni en capitales, ni en gras.
- Le texte ne doit pas être écrit en capitales (les noms de famille non plus), ni en gras, ni en italique, ni en « petit »…
- Le gras n'est utilisé que pour surligner le titre de l'article dans l'introduction, une seule fois.
- L'italique est rarement utilisé : mots en langue étrangère, titres d'œuvres, noms de bateaux, etc.
- Les citations ne sont pas en italique mais en corps de texte normal. Elles sont entourées par des guillemets français : « et ».
- Les listes à puces sont à éviter, des paragraphes rédigés étant largement préférés. Les tableaux sont à réserver à la présentation de données structurées (résultats, etc.).
- Les appels de note de bas de page (petits chiffres en exposant, introduits par l'outil «  Source ») sont à placer entre la fin de phrase et le point final[comme ça].
- Les liens internes (vers d'autres articles de Wikipédia) sont à choisir avec parcimonie. Créez des liens vers des articles approfondissant le sujet. Les termes génériques sans rapport avec le sujet sont à éviter, ainsi que les répétitions de liens vers un même terme.
- Les liens externes sont à placer uniquement dans une section « Liens externes », à la fin de l'article. Ces liens sont à choisir avec parcimonie suivant les règles définies. Si un lien sert de source à l'article, son insertion dans le texte est à faire par les notes de bas de page.
- La présentation des références doit suivre les conventions bibliographiques. Il est recommandé d'utiliser les modèles {{Ouvrage}}, {{Chapitre}}, {{Article}}, {{Lien web}} et/ou {{Bibliographie}}. Le mode d'édition visuel peut mettre en forme automatiquement les références.
- Insérer une infobox (cadre d'informations à droite) n'est pas obligatoire pour parachever la mise en page.

Pour une aide détaillée, merci de consulter Aide:Wikification.
Si vous pensez que ces points ont été résolus, vous pouvez retirer ce bandeau et améliorer la mise en forme d'un autre article.
Ernst Lecher Bacon (26 mai 1898 — 16 mars 1990) est un compositeur, pianiste et chef d'orchestre américain. Auteur prolifique, Bacon a composé plus de 250 chants durant sa carrière. Il a été récompensé par le Prix Guggenheim et le Prix Pulitzer de musique en 1932 pour sa deuxième symphonie.

## Biographie
Ernst Bacon est né à Chicago le 26 mai 1898 de Maria von Rosthorn Bacon (sœur d'Alfons von Rosthorn (en) et d'Arthur von Rosthorn) et du Dr Charles S. Bacon. À 19 ans, Bacon entre à l'Université Northwestern où il étudie les mathématiques. Après trois ans d'études, il part à l'Université de Chicago. Il termine finalement ses études à l'Université de Californie à Berkeley où il reçoit un master pour la composition de The Song of the Preacher en 1935. Il a eu entre autres comme professeurs Ernest Bloch (composition), Alexander Raab (en) (piano), et Eugene Goossens (direction).
À 19 ans Bacon écrit un traité complexe, intitulé « Our Musical Idiom, » qui explore toutes les harmonies possibles. Cependant lorsqu'il commence à composer dans les années 1920 il rejette toutes approche purement cérébrale. Il affirme que la musique est un art, pas une science, et que sa source doit être humaine et imaginative plutôt qu'abstraite en analytique.
Bacon est autodidacte en composition, excepté les deux années où il étudie avec Karl Weigl à Vienne en Autriche. Vivant la dépression post-guerre en Europe, il comprend que le mouvement d'avant-garde reflète le pessimisme de ses origines. Bacon décide à la place d'écrire de la musique exprimant la vitalité et l'affirmation de son propre pays. Parfois comparé à Béla Bartók, Bacon incorpore dans sa musique l'histoire et le folklore, la musique indigène, la poésie, la chanson populaire, les rythmes jazz et les paysages de l'Amérique.
Comme Franz Schubert, un ensemble de plus de 250 chants compose le chœur de son répertoire qui comprend également plusieurs œuvres orchestrales, de musique de chambre et chorales. Selon Marshall Bialosky, Ernst Bacon a été « un des premiers compositeurs à découvrir Emily Dickinson… et il a mis en musique un grand nombre de ses poèmes, une des plus belles musique chorale, si ce n'est la plus belle, des compositeurs américains de notre histoire. »  Il était profondément attiré par l'amplitude de la vision de Walt Whitman ainsi que par l'économie poignante de  Dickinson. Il avait également des affinités avec d'autres poètes comme Carl Sandburg (un ami personnel), Blake, Emily Brontë, Teasdale et Housman.
Bacon a eu plusieurs postes qui l'ont emmené à travers les États-Unis. De 1925 à 1928 Bacon a été professeur d'opéra à l'Eastman School of Music. En 1928 Bacon voyage de New York jusqu'à la Californie pour travailler au conservatoire de musique de San Francisco (en) où il reste jusqu'en 1930. En 1935, Bacon est le chef d'orchestre invité au Carmel Bach Festival en Californie. Une année plus tard il supervise le Works Progress Administration (WPA) Federal Music Project (en) et dirige l’Orchestre symphonique de San Francisco. De 1938 à 1945 il est doyen et professeur de piano au Converse College (en), Spartanburg SC. De 1945 à 47 il dirige une école de musique et de 1947 à 1963 il est professeur et compositeur en résidence à l'Université de Syracuse. Il devient professeur émérite en 1964. Il continue à composer presque jusqu'à sa mort le 16 mars 1990 à Orinda, Californie.

## Discographie
- Forgotten Americans, Arabesque Recordings Z6823, inclut A Life.
- Abraham Lincoln Portraits, Naxos 8.559373-74, Nashville Symphony, inclut Ford’s Theatre: A Few Glimpses of Easter Week, 1865.
- The Back of Beyond, Musique pour flûte et piano, inclut Buncombe County, N.C., Burnt Cabin Branch, Holbert's Cove.
- Fond Affectation, CRI CD 890 (maintenant New World Records), 25 pièces de Bacon.
- Remembering Ansel Adams and other Works, CRI CD 779 (maintenant New World Records) :
  - Remembering Ansel Adams (1985) ;
  - Sonate pour violoncelle et piano (1948) ;
  - Recueil de petites pièces pour piano (1950 -1965) ;
  - Tumbleweeds (1979) ;
- Songs of Charles Ives and Ernst Bacon, CRI CD 675 (maintenant New World Records), 21 pièces de Bacon, enregistré en 1954 et 1964.
- Rosi & Toni Grunschlag Piano Duo, CRI CD 606 (maintenant New World Records), inclut Coal-Scuttle Blues.
- The Listeners, New World Records, inclut Billy in the Darbies.
- Shakespeare and Modern Composer, Soundmark, The Louisville Orchestra, inclut The Enchanted Isle/The Tempest.